# Sibirski (Region Altai)
Sibirski (russisch Сиби́рский) ist eine Siedlung städtischen Typs in der Region Altai (Russland) mit 11.306 Einwohnern (Stand 14. Oktober 2010).

## Geographie
Die Siedlung liegt im Altaivorland, gut 20 km Luftlinie nördlich der Regionshauptstadt Barnaul. Unweit der Siedlung fließt die Powalicha, die gut 10 km südwestlich von rechts in den Ob mündet.
Sibirski ist eine der geschlossenen Siedlungen (SATO) Russlands und als solche der Regionsverwaltung administrativ direkt unterstellt. Die Siedlung ist vom Territorium des Rajons Perwomaiski umschlossen, ist aber kein Bestandteil des Rajons, im Gegensatz zum gut 5 km nordwestlich gelegenen gleichnamigen Dorf Sibirski.

## Geschichte
Nach der 1979 getroffenen Entscheidung, eine Einheit der sowjetischen Strategischen Raketentruppen aus dem Nordkaukasus in das Gebiet zu verlegen, wurde 1980 mit dem Bau der zugehörigen Wohnsiedlung für die Militärangehörigen und ihre Familien begonnen. Das erste Wohnhaus wurde Ende 1982 fertiggestellt.
1995 erhielt die Siedlung unter dem zuvor inoffiziellen, vom nahen Dorf übernommenen Namen den Status einer Siedlung städtischen Typs und zugleich als SATO.

### Einwohnerentwicklung
| Jahr | Einwohner |
| ---- | --------- |
| 2002 | 12.046    |
| 2010 | 11.306    |

Anmerkung: Volkszählungsdaten

## Kultur und Sehenswürdigkeiten
2001 wurde in Sibirski eine russisch-orthodoxe Kirche errichtet und auf den Namen der Heiligen Barbara geweiht, die in Russland als Schutzheilige unter anderem der Raketentruppen gilt.

## Wirtschaft und Infrastruktur
Sibirski ist Wohnsiedlung und Versorgungszentrum der 35. Raketendivision der 33. Garde-Raketenarmee (Omsk), die mit Interkontinentalraketen vom Typ RS-12M Topol (SS-25) ausgerüstet ist.
Westlich des Ortes verläuft die Eisenbahnstrecke Nowosibirsk – Barnaul (der östliche Abschnitt der früheren Turkestan-Sibirischen Eisenbahn) mit mehreren Haltepunkten für Vorortzüge. Auch die Fernstraße R256 Tschuiski trakt, die Nowosibirsk mit dem Altaigebirge und der mongolischen Grenze verbindet, führt unmittelbar am westlichen Rand der Siedlung vorbei.